# Carmen Ottner

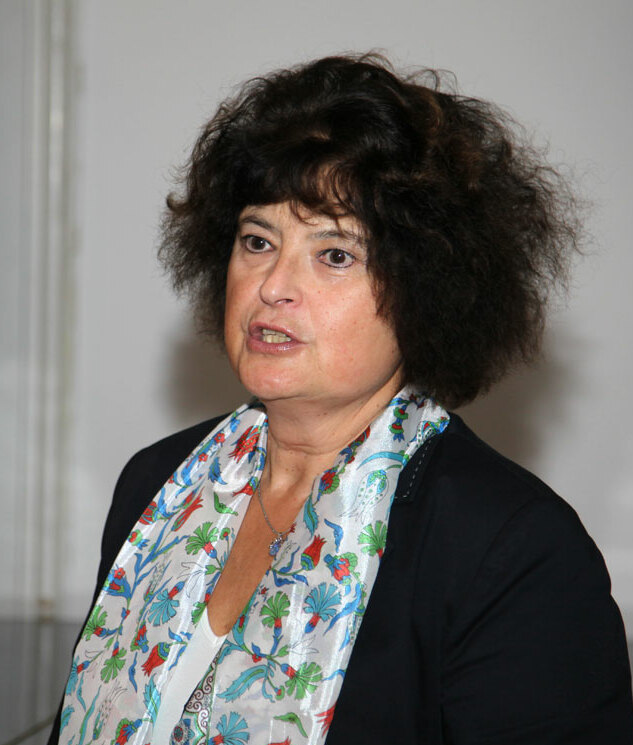
Carmen Ottner (2013)

Carmen Ottner (* im 20. Jahrhundert in Wien) ist eine österreichische Musikwissenschaftlerin und Theaterwissenschaftlerin.

## Leben
Ihre Eltern sind Gertrude geborene Teichl und Franz Bahner, Wiener Philharmoniker, Mitglied des Staatsopernorchesters und Professor an der damaligen Akademie für Musik und darstellende Kunst in Wien für Posaune.
Sie maturierte am humanistischen Gymnasium Fichtnergasse und studierte ab 1967 an der Universität Wien Musik- und Theaterwissenschaft, Philosophie, ergänzt durch Kurse an der Wiener Musikakademie bei Friedrich Neumann, Erwin Ratz und Alfred Uhl. 1974 wurde sie mit der Dissertation Das Wort-Tonproblem in den Klavierliedern Wilhelm Kienzls promoviert.
Nach der Heirat mit dem Kollegen Helmut Ottner und der Geburt von Tochter Anita und Sohn Oliver arbeitet(e) sie freiberuflich in folgenden Institutionen in Wien:
- Von 1975 bis 2010 als Redaktionsmitglied der Österreichischen Musikzeitschrift.
- Von 1985 bis 2017 als Generalsekretärin der Franz Schmidt-Gesellschaft, hier Herausgeberin und Autorin der Buchreihe „Studien zu Franz Schmidt“ im Verlag „Doblinger“, sowie Gestaltung einer jährlichen Konzert-Vortragsreihe „Franz Schmidt-Tage“ und neun Symposien.
- Ab 1993 Mitarbeit in der Österreichischen Gesellschaft für Musik als Vorstandsmitglied, Geschäftsführerin, Vize – und seit Juni 2016 Präsidentin, hier neben der Programmgestaltung auch Vortragende und Moderatorin.
- Von 1995 bis 1998 Mitarbeit am Projekt Spezialforschungsbereich Moderne: Wien und Zentraleuropa um 1900 mit einer Buchpublikation, zahlreichen Aufsätzen und Vorträgen zu Franz Schrekers Kompositionsunterricht und seinen bedeutendsten Studenten.

## Publikationen
Selbständige Schriften
- Das Wort-Tonproblem in den Klavierliedern Wilhelm Kienzls. Maschinschriftliche Dissertation, Universität Wien 1974.
- Quellen zu Franz Schmidt – 1. Autographen, Drucke, Handschriften, Briefe in Wiener öffentlichen Sammlungen (= Franz-Schmidt-Gesellschaft [Hrsg.]: Studien zu Franz Schmidt. Band IV). Doblinger, Wien/München 1985, ISBN 3-900035-89-X.
- Quellen zu Franz Schmidt – 2. Briefe, Autographen, Aufzeichnungen im Privatbesitz, Erinnerungen (= Franz-Schmidt-Gesellschaft [Hrsg.]: Studien zu Franz Schmidt. Band V). Doblinger, Wien/München 1987, ISBN 3-900695-01-6.
- Was damals als unglaubliche Kühnheit erschien. Franz Schrekers Kompositionsklasse. Studien zu Wilhelm Grosz, Felix Petyrek und Karol Rathaus. Verlag Peter Lang, Frankfurt am Main-Berlin-Bern-Bruxelles-New York-Wien 2000, ISBN 3-631-35242-5.

Herausgeberschaft
- Oper in Wien. 1900-1925 (= Studien zu Franz Schmidt Bd. IX.) Verlag Doblinger, Wien 1991.  ISBN 3-900695-20-2.
- Franz Schmidt und die österreichische Orgelmusik seiner Zeit (= Studien zu Franz Schmidt Bd. X.) Verlag Doblinger, Wien 1992. ISBN 3-900695-24-5.
- Kammermusik zwischen den Weltkriegen (= Studien zu Franz Schmidt Bd. XI.) Verlag Doblinger, Wien 1995. ISBN 3-900695-34-2.
- mit Eva Badura-Skoda, Gerold Gruber, Walburga Litschauer: Franz Schubert und seine Freunde. Verlag Böhlau, Wien-Köln-Weimar 1999, ISBN 3-205-98853-1.
- Franz Schmidt und Preßburg (= Studien zu Franz Schmidt Bd. XII.) Verlag Doblinger, Wien 1999, ISBN 3-900695-44-X.
- Apokalypse. Verlag Doblinger, Wien 2001. ISBN 3-900695-54-7.
- Frauengestalten in der Oper des 19. und 20. Jahrhunderts (= Studien zu Franz Schmidt Bd. XIV.) Verlag Doblinger, Wien 2003, ISBN 3-900695-65-2.
- mit Manfred Angerer, Eike Rathgeber: Kurt Weill-Symposion. Das musikdramatische Werk. Zum 100. Geburtstag und 50. Todestag. Verlag Doblinger, Wien 2004, ISBN 3-900695-63-6.
- Musik in Wien: 1938-1945 (= Studien zu Franz Schmidt Bd. XV.) Verlag Doblinger, Wien 2006. ISBN 3-900695-87-3.
- mit Manfred Angerer, Eike Rathgeber: Musikalische Gesprächskultur. Das Streichquartett im habsburgischen Vielvölkerstaat. Verlag Doblinger, Wien 2006, ISBN 3-900695-81-4.
- mit Michael Heinemann, Hans-Joachim Hinrichsen: Öffentliche Einsamkeit. Das deutschsprachige Lied und seine Komponisten im frühen 20. Jahrhundert. Verlag Christoph Dohr, Köln 2009, ISBN 978-3-936655-73-5.
- Das Klavierkonzert in Österreich und Deutschland von 1900–1945 (= Studien zu Franz Schmidt Bd. XVI.) Verlag Doblinger, Wien 2009, ISBN 978-3-902667-17-5.
- mit Erich Partsch: Musiktheater in Wien um 1900. Gustav Mahler und seine Zeitgenossen. Verlag Hans Schneider, Tutzing 2014, ISBN 978-3-86296-069-9.
- Das Ende der Symphonie in Österreich und Deutschland. 1900–1945 (= Studien zu Franz Schmidt Bd. XVII.) Verlag Doblinger, Wien 2014, ISBN 978-3-902667-53-3.